# Ірга
Садова ірга, ірга (Amelanchier, англ.Serviceberry, синоніми: Amelancus C.S.Rafinesque, 1837, або Nagelia Lindl) — це листопадний кущ або невелике дерево, що належить до родини трояндові (Rosaceae). Таксономічно вид класифіковано до триби яблуневі (Maleae), родини трояндові (Rosaceae), ряду розоцвіті (Rosales).

## Назва
Рід Amelanchier названий «садовою іргою» через те, що «іргою» без прикметника називається рід Cotoneaster, колишній «кизильник».

## Опис
Листки прості, на черешках, округлої або овальної форми, дрібно- або великозубцеві по краях, зверху темно-зелені, знизу блідо-зелені, восени жовто-червоні або темно-червоні.
Квіти численні, білі або кремові, зібрані у волоть на кінцях пагонів. Зав'язь нижня. Маточка одна. Особливо рясне цвітіння й плодоношення буває на верхівкових торішніх пагонах.
Плід — ягода синювато-чорного або червонувато-фіолетового кольору, із сизим нальотом, діаметром до 10 мм, їстівна, солодка, достигає в липні — серпні.
Плоди містять до 12 % вуглеводів, близько 1 % кислоти, 0,5 % дубильних речовин, близько 40 мг% вітаміну C, каротин, барвники.

## Види

Ареал у північно-західній частині Північної Америки

Відомі 19 видів ірги, за іншими джерелами — понад 80 (види (species):
1. Amelanchier acuminulata Slavin
2. Amelanchier alnifolia Farw.
3. Amelanchier alnifolia Nutt. (8 різновидів)
4. Amelanchier alnifolia Sarg.
5. Amelanchier alvordensis
6. Amelanchier andina J.F.Macbr.
7. Amelanchier apiculata Brown
8. Amelanchier arborea (Michx.f.) Fernald (5 різновидів)
9. Amelanchier asiatica (Sieb. & Zucc.) Endl. ex Walp.
10. Amelanchier aunieri Gand.
11. Amelanchier bartramiana (Tausch) M.Roem.
12. Amelanchier bartramiana × Amelanchier spicata
13. Amelanchier beata Ashe
14. Amelanchier beugesiaca Gand.
15. Amelanchier canadensis (L.) Medik. (4 різновиди)
16. Amelanchier chinensis hort. ex K.Koch
17. Amelanchier confusa × lamarckii
18. Amelanchier crenulata Wooton
19. Amelanchier desatoyana
20. Amelanchier deweyensis
21. Amelanchier dignatus (Knowlt.) Brown
22. Amelanchier diversifolia Nutt. (2 різновиди)
23. Amelanchier ephemerotricha Suksd. (4 різновиди)
24. Amelanchier erecta Blanchard
25. Amelanchier fallens Gand.
26. Amelanchier florida Wiegand
27. Amelanchier foliosa Gand.
28. Amelanchier grandiflora Rehder (4 різновиди)
29. Amelanchier grayii R.W.Chaney
30. Amelanchier hawkinsae
31. Amelanchier humilis Wiegand (2 різновиди)
32. Amelanchier hybr
33. Amelanchier interior E.L.Nielsen
34. Amelanchier intermedia Spach
35. Amelanchier laevis Wiegand
36. Amelanchier laevis × Amelanchier spicata
37. Amelanchier lamarckii F.G.Schroed.
38. Amelanchier leiopetala Gand.
39. Amelanchier leptosepala Greene
40. Amelanchier leroyensis Slavin
41. Amelanchier magnifica Slavin
42. Amelanchier magnifolia C.A.Arnold
43. Amelanchier melanocarpa Decne.
44. Amelanchier mini (Unger) Menzel
45. Amelanchier montana hort. ex Lavallée
46. Amelanchier mucronata Gand.
47. Amelanchier nantucketense E.P.Bickn. and E.P.Bicknell
48. Amelanchier neglecta Eggl. ex K.R.Cushman, M.B.Burgess, E.T.Doucette & C.S.Campb.
49. Amelanchier nevadensis
50. Amelanchier obovalis (Michx.) Ashe
51. Amelanchier obovata Knowlt.
52. Amelanchier ovalis Medik. (7 різновидів)
53. Amelanchier oxyodon Koehne
54. Amelanchier pallida Greene
55. Amelanchier parviflora Boiss. (3 різновиди)
56. Amelanchier parviflora hort. ex Loudon
57. Amelanchier peritula Cockerell
58. Amelanchier prisca (Ettingsh.) Schimper
59. Amelanchier pumila (Torr. & A.Gray) Nutt. ex M.Roem.
60. Amelanchier quinti-martii Lalonde
61. Amelanchier recurvata Abrams
62. Amelanchier rotundifolia Principi
63. Amelanchier sanguinea Booth ex Regel
64. Amelanchier sanguinea Lindl.
65. Amelanchier saxatilis Blanch.
66. Amelanchier scudderi Cockerell
67. Amelanchier sinensis hort. ex Lavallée
68. Amelanchier sinica Chun
69. Amelanchier spicata B.L.Rob. & Fernald
70. Amelanchier stolonifera Wiegand
71. Amelanchier turkestanica Litwinow
72. Amelanchier typica Lesq.
73. Amelanchier ulmifolia Wooton
74. Amelanchier uniflora hort. ex Lavallée
75. Amelanchier utahensis Koehne (1 різновид)
76. Amelanchier vallisclausae Gand.
77. Amelanchier vapincis Gand.
78. Amelanchier vestita Suksd.
79. Amelanchier whitei Hollick
80. Amelanchier wongii R.W.Chaney
81. Amelanchier yanagiharai Konno
82. Amelanchier ×quinti-martii Louis-Marie
83. Nagelia multiflora Hook.
84. Nagelia punctata Hemsl.

## Розповсюдження

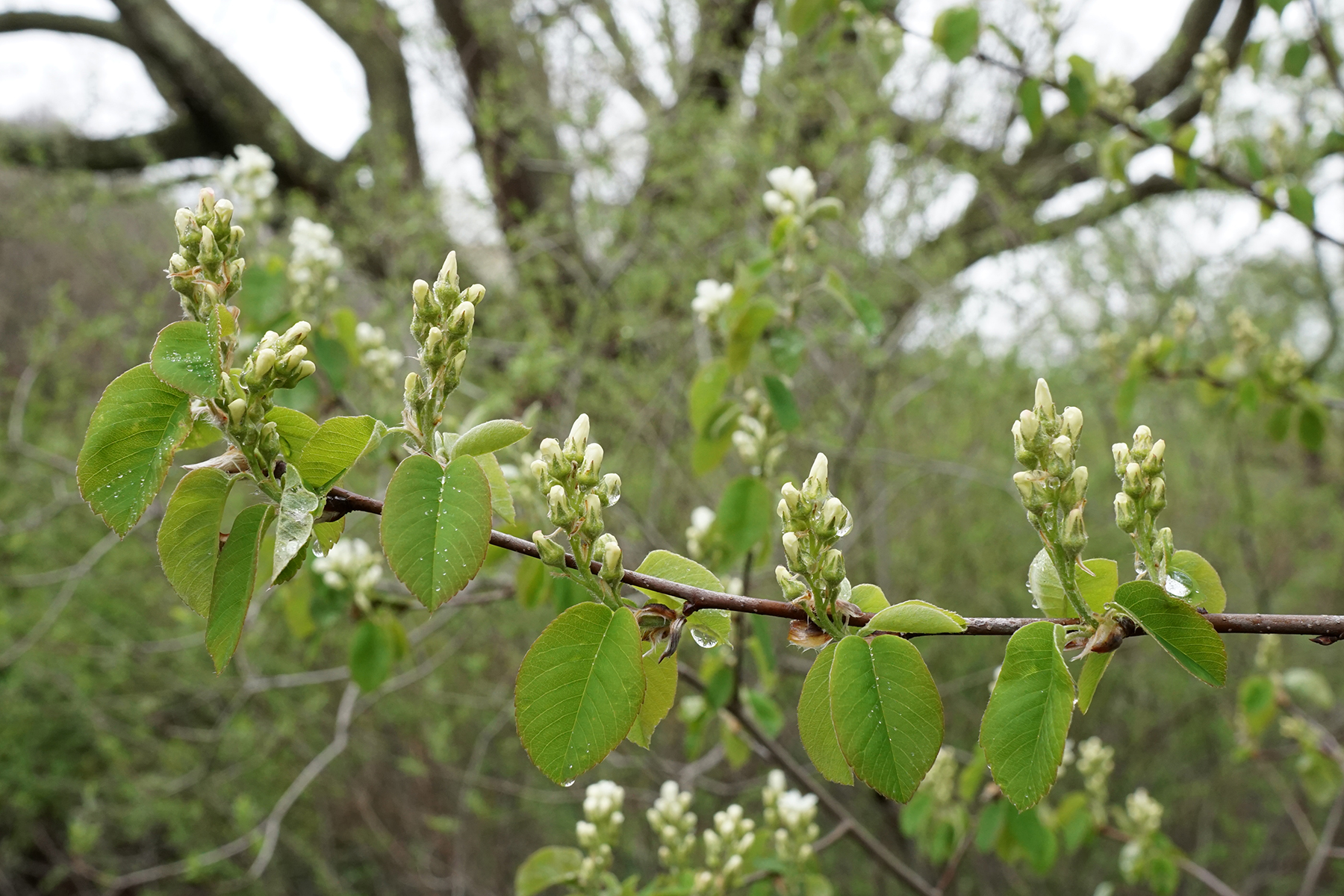
Amelanchier ovalis Medik.

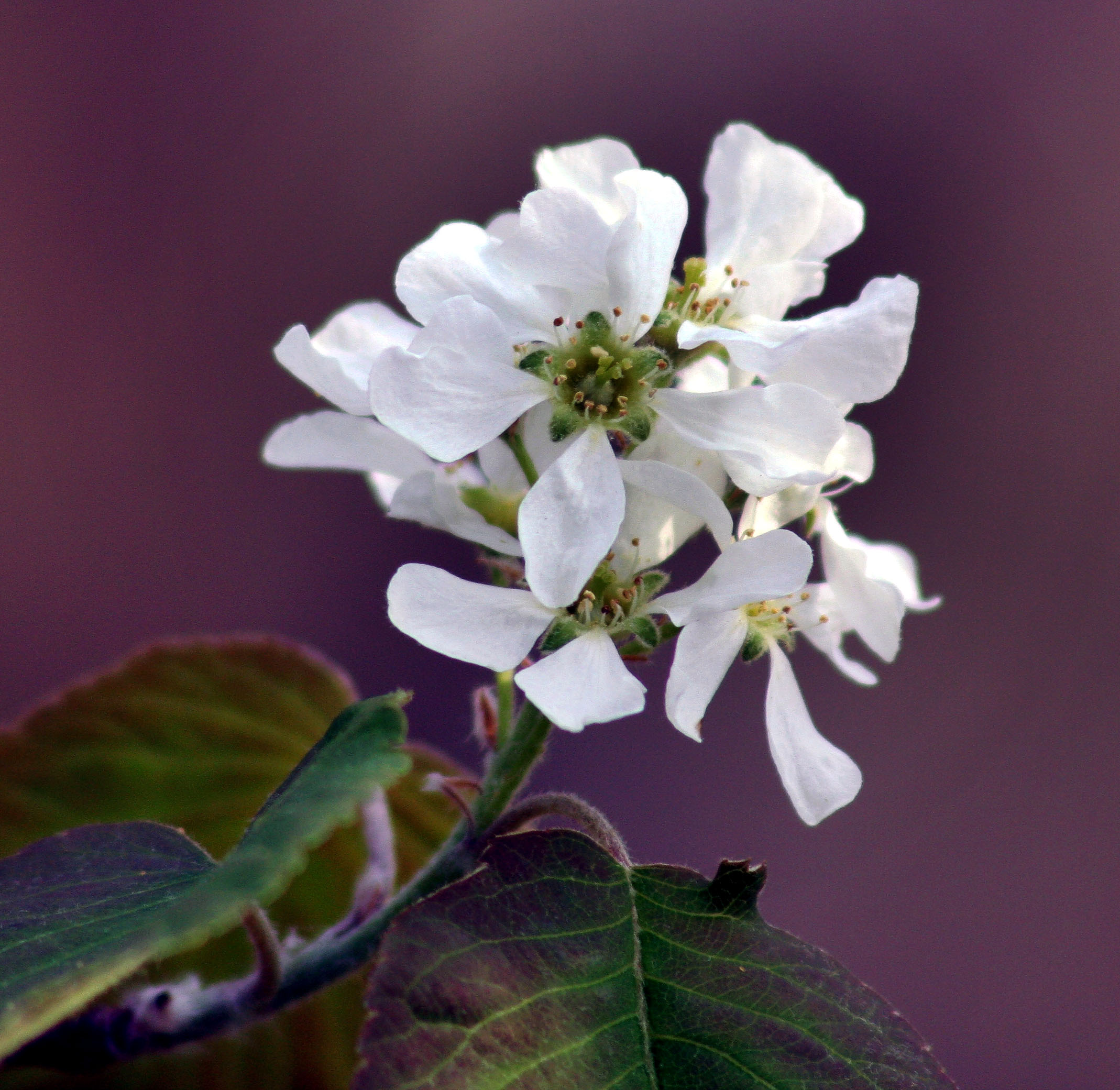
Amelanchier spicata B.L.Rob. & Fernald

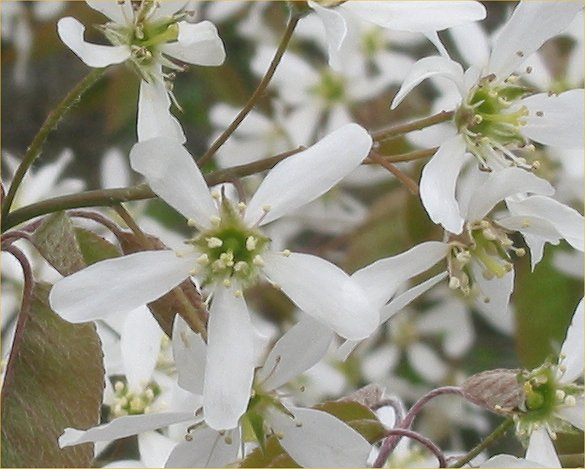
Amelanchier canadensis (L.) Medik.

Peraphyllum ramosissimum Nutt.) [Catalogue of Life], які ростуть у помірному поясі Північної півкулі: Північна Америка, Північна Африка, Центральна і Південна Європа, Кавказ, Крим, Японія, і декілька гібридних форм (Amelanchier laevis × Amelanchier spicata, Amelanchier ×quinti-martii Louis-Marie, ×Amelasorbus — Амеласорбус (= Sorbus × Amelanchier)).
Легко пристосовується до зовнішніх умов, широко розповсюдилась по світу, зокрема в Україні. Часто зустрічається в дикому вигляді. Насіння розповсюджується птахами.
В Україні зростає три види: Amelanchier canadensis — ірга канадська (інтродукований), Amelanchier ovalis — ірга овальна, Amelanchier spicata — ірга колосиста (інтродукований).

## Гібридні роди з участю представників роду садова ірга
- ×Amelasorbus — Амеласорбус (= Sorbus × Amelanchier) [Архівовано 10 квітня 2021 у Wayback Machine.]

## Розмноження
Розмножують іргу висіванням насіння, живцюванням, кореневими паростками і поділом куща. Розростання кущів відбувається за рахунок кореневих пагонів.

## Застосування
Рясне цвітіння, декоративні плоди, вишукане осіннє забарвлення листя, невибагливість до ґрунту, посухостійкість, скороплідність, швидкий ріст, зимостійкість, щорічне плодоношення — все це робить іргу дуже цінною рослиною для садівника.
Легко переносить підстригання, маючи 15—20 і більше ростових пагонів.
Також є однією з надійних і витривалих підщеп для карликових грушок та яблунь.
Плоди вживаються в їжу свіжими, перероблюються на варення, пастилу, желе, вино. Сухі плоди — складова частина компотів і киселю із сухофруктів, надає їм гарне забарвлення.

### Застосування в медицині
Багато вітаміну Р дозволяє рекомендувати плоди ірги і соки з неї людям похилого віку для зміцнення стінок судин і підвищення їхньої еластичності, попередження інфаркту міокарда і варикозного розширення вен. Плоди ірги — хороший полівітамінний засіб, їх застосовують для лікування гіпо- і авітамінозів. Ірга нормалізує сон і зміцнює організм. Вживання настоянки квіток ірги нормалізує роботу серця і знижує кров'яний тиск. В народній медицині сік використовується для полоскання горла при ангінах, запаленнях порожнини рота, відвари кори і листя — як в'яжучий і обволікаючий засіб. Сік свіжих плодів має в'яжучі властивості і використовується як лікувальний напій при розладах кишки.